# Азат (Зерендинський район)
Аза́т (каз. Азат) — село у складі Зерендинського району Акмолинської області Казахстану. Входить до складу Кусепського сільського округу.
Населення — 489 осіб (2021; 537 у 2009, 652 у 1999, 731 у 1989).
Національний склад станом на 1989 рік:
- росіяни — 29 %;
- казахи — 28 %;
- німці — 24 %.

Станом на 1989 рік село мало статус станційного селища.